# Carlos J. Meneses
Carlos Julio Meneses Ladrón de Guevara (* 6. Juni 1863; † 6. April 1929 in Mexiko-Stadt) war ein mexikanischer Pianist und Dirigent.

## Leben
Meneses wurde in der Kindheit von seinen Eltern unterrichtet, die beide Musiker waren. Bereits fünfzehnjährig galt er als pianistisches Wunderkind und hatte große Kenntnisse der Musiktheorie. Aufgrund seiner Fähigkeiten im Primavista-Spiel und der Klavierbegleitung engagierte ihn Ángela Peralta 1880 als Chorleiter ihrer Opernkompagnie, wo er bald zum Dirigenten des Orchesters und Direktor aufstieg.
1886 wurde er Professor am Conservatorio Nacional de Música. Mit Felipe Villanueva, Gustavo E. Campa, Ricardo Castro Herrera, Juan Hernández Acevedo, Ignacio Quesadas und Pablo Castellanos León formierte er die Grupo de los Seis, die sich in Opposition zu der vor allem von Melisio Morales verkörperten italienisch geprägten Musiktradition der russischen, deutschen und französischen Musik öffnete. Zu den Projekten der Gruppe zählte auch die Gründung der Escuela Mexicana del Piano, aus der Pianisten wie Carlos Lozano, Luis Moctezuma, Pedro Ogazón und Alberto Villaseñor hervorgingen.
1892 gründete er mit Villanueva und Campa die Sociedad Anónima de Conciertos, zu deren Gründung Meneses bei mehreren Liederabenden als Klavierbegleiter und Dirigent auftrat. Im gleichen Jahr übernahm er die Leitung des Orquesta Sinfónica Nacional de México. Nachdem er seine Laufbahn als Pianist beendet hatte, widmete er sich ausschließlich dem Klavierunterricht und der Tätigkeit als Dirigent. 1908 wurde er Direktor des Conservatorio Nacional.